# Peter Vogel (Objektkünstler)

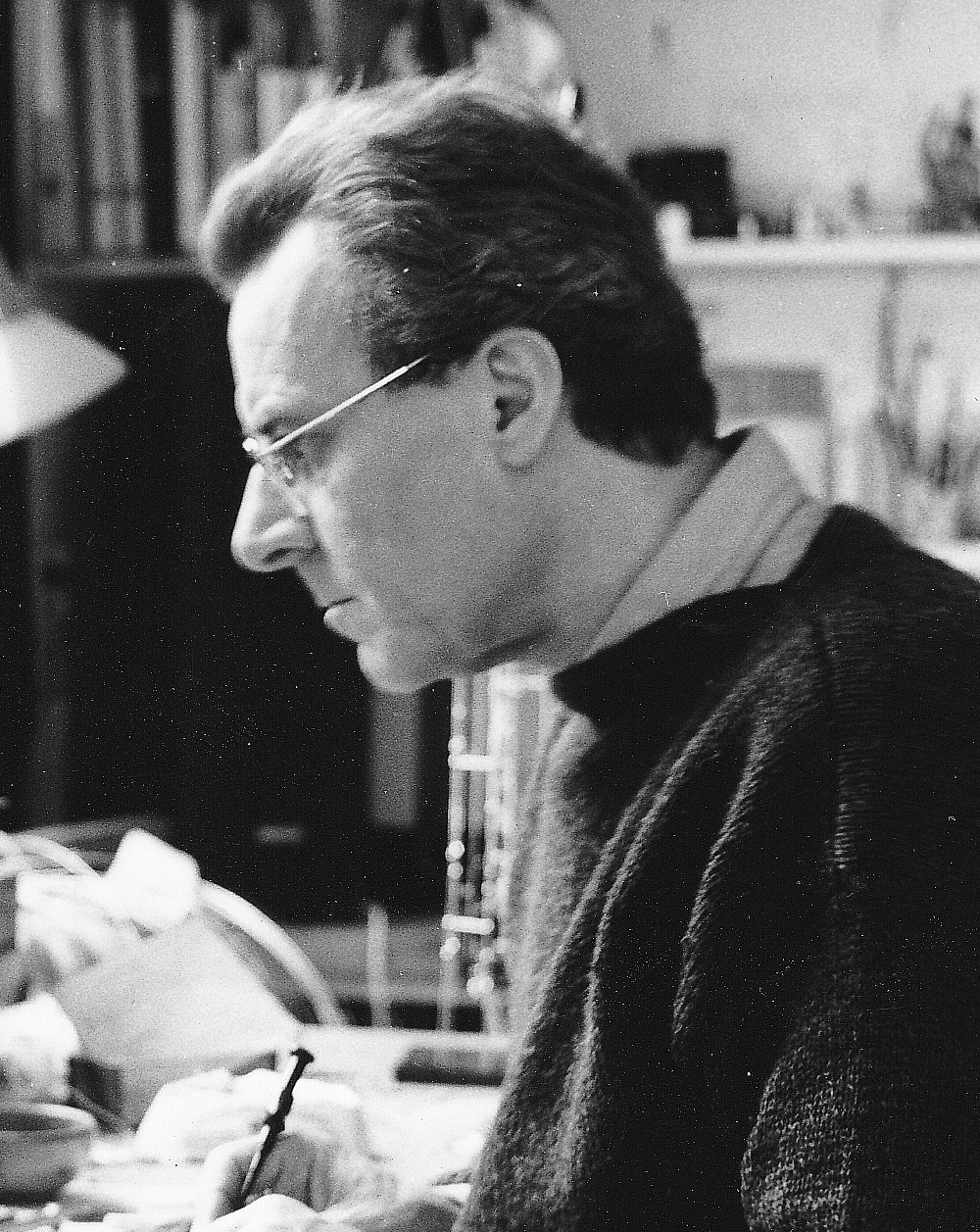
Peter Vogel (2009)

Peter Vogel (* 9. März 1937 in Freiburg im Breisgau; † 8. Mai 2017 ebenda) war ein deutscher Gestalter von interaktiver elektronischer Kunst der Moderne.

## Leben
Mit seinem Schaffen bewegte sich Vogel in Bereichen zwischen Kunst, Philosophie und Neurophysiologie. Interaktion war die zentrale Absicht des Künstlers, der Betrachter wird zum Teilnehmer, zum Mitspieler, der das Werk durch seine Impulse beeinflussen kann. Vogel war somit ein Exponent einer Künstlergeneration, die die Partizipation des Betrachters in den Mittelpunkt ihrer Arbeit stellte. Auch im Umfeld konstruktiv-konkreter und kinetischer Kunst besteht das Ziel in der Vereinigung von Kunst und Leben, um dem Rezipienten ein aktives und sinnlich-ästhetisches Erlebnis bereitzustellen, das über eine reine Bildbetrachtung hinausgeht.
Nach seinem Physikstudium hatte sich Peter Vogel in der Schweiz bei Hoffmann-La Roche mit Hirnforschung und der Entwicklung medizinischer Geräte beschäftigt. Sein Interesse galt besonders der Kybernetik und neurobiologischen Vorgängen. Neben der elektronischen Musik war dies der Zugang zu seinem künstlerischen Konzept. So waren die Kybernetik, die Musik und die Performance die Grundpfeiler für sein Handeln. Vogel hat früh elektronische Musik komponiert, am Theater gearbeitet und elektronische Instrumente hergestellt und verändert.
So führten seine Arbeit als Physiker in der Hirnforschung und seine Tätigkeit als Musiker und Performer zu seiner Kunst, die sich erst in der Interaktion zwischen Werk und Betrachter entwickelt. Vogels klingende und leuchtende Objekte sollen die Menschen zum Spiel verleiten und sie zu einer Erkenntnis der Verbindung von Kunst und Technik führen. Eines der Werke Vogels, das sowohl die Verbindung von Kunst und Technik als auch die Partizipation des Betrachters in den Fokus rückt, ist Minimal Music Piece (1985). Es handelt sich um eine interaktive Klanginstallation, die auf Körperbewegungen des Rezipienten reagiert, indem Tonfolgen erzeugt werden. Sobald sich der Betrachter dem Objekt nähert, wirft er Schatten auf installierte Fotozellen und berührt dadurch einzelne Lichtschranken, die Tonfolgen produzieren.

## Auszeichnungen
- 2004: Reinhold-Schneider-Preis der Stadt Freiburg
- 2017: Oberrheinischer Kunstpreis[1]

## Ausstellungen (Auswahl)
- 2017/2018: Retrospektive Peter Vogel, Städtische Galerie Offenburg[2]